# Кувейтско-сирийские отношения
Кувейтско-сирийские отношения — двусторонние дипломатические отношения между Кувейтом и Сирией, которые были установлены 24 октября 1963 года. Государства являются членами Лиги арабских государств, Группы 77, Движения неприсоединения и Организации Объединённых Наций.

## История

### Война в Персидском заливе
Сирия была одним из участников военной коалиции в войне в Персидском заливе и участвовала в освобождении Кувейта, что привело к двум десятилетиям тёплых отношений между странами. Однако после смерти президента Сирии Хафеза Асада его преемник Башар Асад начал сближение с Ираком. Сирия также выступила против вторжения США и их союзников в Ирак в 2003 году и последующей войны, а Кувейт был единственной арабской страной, не осудившей войну США с Ираком.

### Гражданская война в Сирии
Отношения между государствами стали несколько напряжёнными после начала гражданской войны в Сирии, так как Кувейт закрыл своё посольство вместе с остальными арабскими государствами Персидского залива. С тех пор двусторонние отношения стали фокусироваться на гуманитарной помощи для Сирии. Например, Кувейт провёл три международные конференции по сбору пожертвований в 2013, 2014, 2015 и 2016 годах, собрав 1,5 млрд, 2,4 млрд, 3,8 млрд, и 10 млрд соответственно.
В то время как такие страны, как Объединённые Арабские Эмираты и Саудовская Аравия, начали нормализовать отношения с Башаром Асадом, Кувейт оставался в стороне. В декабре 2018 года кувейтские СМИ получили список террористов и подозреваемых в финансировании терроризма в Сирии, составленный правительством этой страны, в который вошли политики кувейтского «Исламского салафитского альянса» и «Исламского конституционного движения». В их число вошли высокопоставленные должностные лица, такие как заместитель министра иностранных дел аль-Джараллах и 30 депутатов парламента Кувейта. Кувейт был одной из стран, которые не хотели, чтобы Сирийская Арабская Республика вступила в Лигу арабских государств, его поддержали Катар и Марокко.

### Отношения после смены режима
После падения режима Башара Асада министр иностранных дел Кувейта Абдулла аль-Яхья и генеральный секретарь ССАГПЗ Джасем Мохамед аль-Будайви встретились с Ахмедом аль-Шараа, лидером Хайята Тахрира аш-Шама, в Дамаске 30 декабря 2024 года, в ходе которой они выразили поддержку независимости, суверенитету и единству Сирии. Кроме того, для поддержки сирийского народа были осуществлены поставки гуманитарной помощи правительством Кувейта.